# 美和科技大学
美和科技大学（びわかぎだいがく、Meiho University）は、台湾屏東県内埔郷に位置する私立科技大学である。

## 歴史
| 年     | 月日 | 事項                           |
| ------ | ---- | ------------------------------ |
| 1966年 | -    | 「美和護理専科学校」として開校 |
| 1984年 | -    | 日間部二専を新設               |
| 2000年 | -    | 「美和技術学院」と改称         |
| 2010年 | -    | 「美和科技大学」と改称         |

## 組織
- 健康学部
  - 医療看護学群
    - 健康リハビリ研究所
    - 看護学科
    - 医務管理学科

  - バイオテクノロジー学群
    - バオイテクノロジー学科
    - 美容学科
    - 食品営養学科
- 民生学部
  - 人類発展学群
    - 文化事業発展系
    - 幼児保育学科
    - レジャー運動保健学科
    - 社会事業学科
    - 老人サービス事業管理学科

  - 外国語学群
    - 応用外国語学科
- 商業管理学部
  - 商業管理学群
    - 経営管理研究所
    - 財政税務学科
    - 財務金融学科
    - 会計情報学科
    - 企業管理学科
    - 情報管理学科

  - 情報学群 
    - 情報テクノロジー学科

## 姉妹校
- 中村学園大学